# Магнітні щипці
Магнітні щи́пці (або магнітний пінцет, англ. magnetic tweezers) — науковий інструмент для прикладання сил на магнітні частинки та вимірювання сил, створених іншими джерелами, використовуючи градієнт магнітного поля. Типові застосування методу — мікроманіпуляція окремими біологічними макромолекулами, реологія м'яких речовин і дослідження процесів в живих клітинах, що регулюються механічними силами. Зазвичай сили, що вимірюються цим методом, мають порядки від піконьютонів до наноньютонів, найзручніші магнітні щипці для прикладання моменту сили. Завдяки їх простій архітектурі, магнітні щипці є одним з популярних і поширених біофізичних методів.